# Triangle of Sadness
Triangle of Sadness is een internationale zwarte satirische film uit 2022, geschreven en geregisseerd door Ruben Östlund. De film bekritiseert ongelijkheid en de betekenis van geld.

## Verhaal
Fotomodellen Carl en Yaya leiden het oppervlakkige leven van influencer. Ze gebruiken hun uiterlijk als munteenheid, en staan daardoor hoog op de sociale ladder. Het stel belandt aan boord van een luxe cruise in gezelschap van een bont gezelschap aan superrijke passagiers, waaronder een Russische oligarch, een eenzame Scandinavische techmiljardair, een keurig Brits wapenhandelsechtpaar en een stomdronken marxistische kapitein. Benedendeks bevindt zich het cabinepersoneel, dat zorgdraagt voor de machinekamer en de schoonmaak. 
Door een combinatie van noodweer en uitgestelde bereiding van de maaltijd worden alle passagiers zeeziek tijdens het sjieke kapiteinsdiner, en raken ze aan de diarree. Nadat piraten de volgende ochtend het schip opblazen, en het schip zinkt, spoelen enkele overlevenden aan op een eiland, waar ze zich moeten zien te redden. Hier verandert de hiërarchie drastisch omdat blijkt dat schoonheid en rijkdom het afleggen tegen het hebben van praktische vaardigheden en het bezitten van zoute stokjes.

## Rolverdeling
| Acteur             | Personage                                                                    |
| ------------------ | ---------------------------------------------------------------------------- |
| Harris Dickinson   | Carl, fotomodel                                                              |
| Charlbi Dean       | Yaya, fotomodel en influencer                                                |
| Vicki Berlin       | Bemanningslid Paula, hoofd van de staf                                       |
| Woody Harrelson    | Bemanningslid Thomas Smith, kapitein                                         |
| Dolly de Leon      | Bemanningslid Abigail, schoonmaakster                                        |
| Zlatko Burić       | Cruiseganger Dimitri, Russische ondernemer in mest                           |
| Sunnyi Melles      | Cruiseganger Vera, getrouwd met Dimitri                                      |
| Carolina Gynning   | Cruiseganger Ludmilla, dochter van Dimitri                                   |
| Iris Berben        | Cruiseganger Therese, Duitse die haar spraakvermogen vrijwel is kwijtgeraakt |
| Henrik Dorsin      | Cruiseganger Jorma Björkman, eenzame Scandinavische techmiljardair           |
| Oliver Ford Davies | Cruiseganger Winston, Brits wapenhandelaar                                   |
| Amanda Walker      | Cruiseganger Clementine, Brits wapenhandelaar                                |

## Release en ontvangst
Triangle of Sadness ging op 21 mei 2022 in première in de officiële competitie van het Filmfestival van Cannes en won de Gouden Palm.
De film kreeg overwegend positieve kritieken van de filmcritici, met een score van 71% op Rotten Tomatoes, gebaseerd op 31 beoordelingen.

## Prijzen en nominaties
De belangrijkste:
| Jaar | Prijs                   | Categorie   | Genomineerde(n) | Uitslag  |
| ---- | ----------------------- | ----------- | --------------- | -------- |
| 2022 | Filmfestival van Cannes | Gouden Palm | Ruben Östlund   | Gewonnen |